# سیارک ۱۵۰۳۷
سیارک ۱۵۰۳۷ (به انگلیسی: 15037 Chassagne، نامگذاری:1998WN6) پانزده هزار و سی و هفتمین سیارک کشف شده‌است که در ۲۲ نوامبر ۱۹۹۸ کشف شد.
قدر مطلق سیارک برابر ۳۸.۹ است.